# 松澤秀雄
松澤 秀雄（まつざわ ひでお、1918年4月18日 - 1999年8月31日 ）は、日本の経営者。サンテレビジョン社長を務めた。

## 来歴・人物
神奈川県出身。1941年に東京帝国大学文学部を卒業し、同年に朝日新聞社に入社した。朝日新聞社で名古屋本社編集局長、大阪本社編集局長を歴任し、1981年6月には兵庫県教育委員会委員長に就任。1982年9月にサンテレビジョン社長に就任し、1987年6月に会長を経て、1990年6月には相談役に就任。
1999年8月31日、心不全のために死去。81歳没。